# Céline Géraud

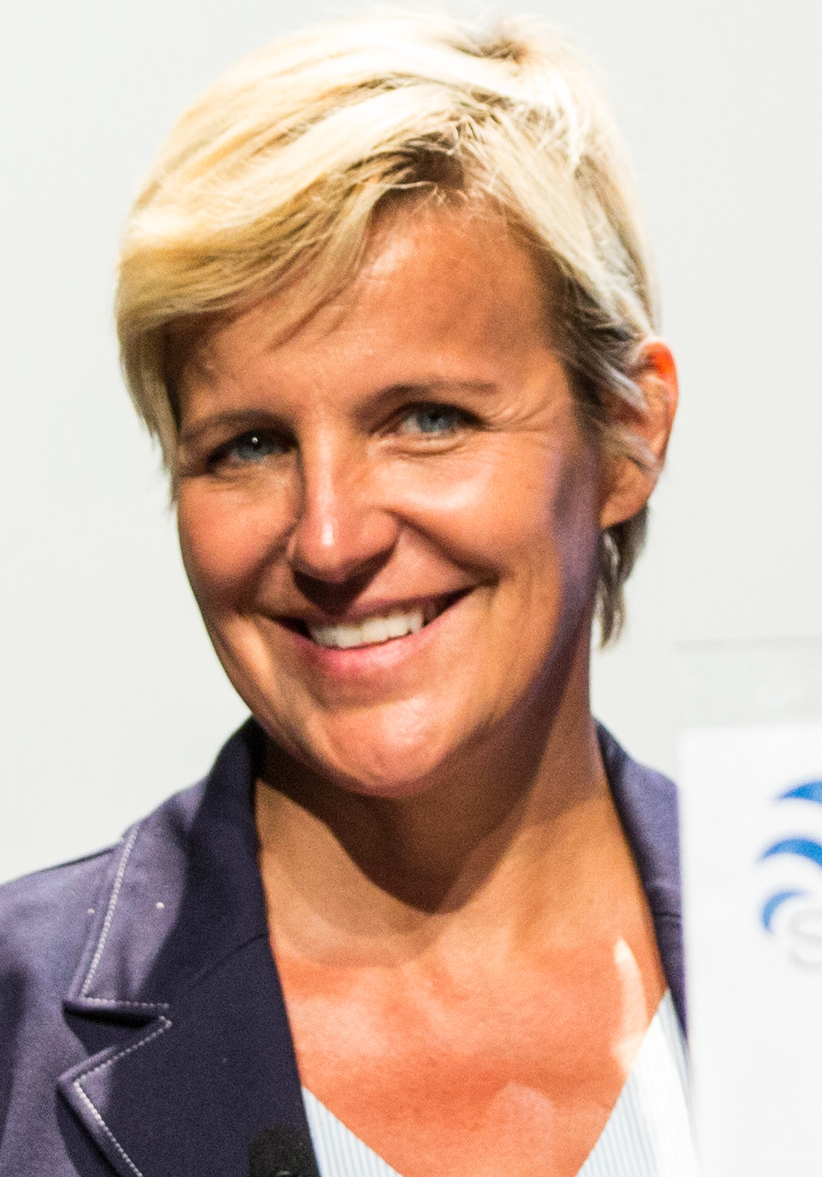
Céline Géraud (2018)

Céline Géraud (* 13. Februar 1968 in Forbach) ist eine ehemalige französische Judoka und spätere Fernsehmoderatorin und Sportjournalistin.

## Karriere
Céline Géraud kämpfte im Halbmittelgewicht, der Gewichtsklasse bis 61 Kilogramm. 1986 und 1987 war sie französische Meisterin in dieser Gewichtsklasse.
Ihre erste internationale Medaille gewann Géraud bei den Europameisterschaften 1986 in London. Nachdem sie im Halbfinale gegen die Belgierin Ann De Brabandere verloren hatte, erkämpfte sie sich mit einem Sieg über die Bulgarin Miglena Koewa eine Bronzemedaille. Im Oktober bei den Weltmeisterschaften 1986 in Maastricht siegte sie im Halbfinale gegen die Neuseeländerin Donna Guy, im Finale unterlag sie der Britin Diane Bell. Ende 1986 gewann sie bei den Studentenweltmeisterschaften, vier Jahre später war sie noch einmal Dritte der Studentenweltmeisterschaften.
Nach Beendigung ihres Studiums begann sie 1993 bei France Télévisions. Neben Reportagen vom Judosport war sie auch Moderatorin von Sendungen über die Rallya Paris-Dakar und die Tour de France. Sie war zwischendurch auch außerhalb des Sports mit der Sendung L’Île de la tentation und außerhalb von France Télévisions bei Orange Sport zu sehen, kehrte aber zu ihrem Stammsender zurück und moderierte bis 2018 ein regelmäßig ausgestrahltes Sportmagazin. 2018 wechselte sie zu RMC Sport. Céline Géraud ist Mutter von drei Kindern.